# Fer à lisser
 (juin 2014).
Si vous disposez d'ouvrages ou d'articles de référence ou si vous connaissez des sites web de qualité traitant du thème abordé ici, merci de compléter l'article en donnant les références utiles à sa vérifiabilité et en les liant à la section « Notes et références ».

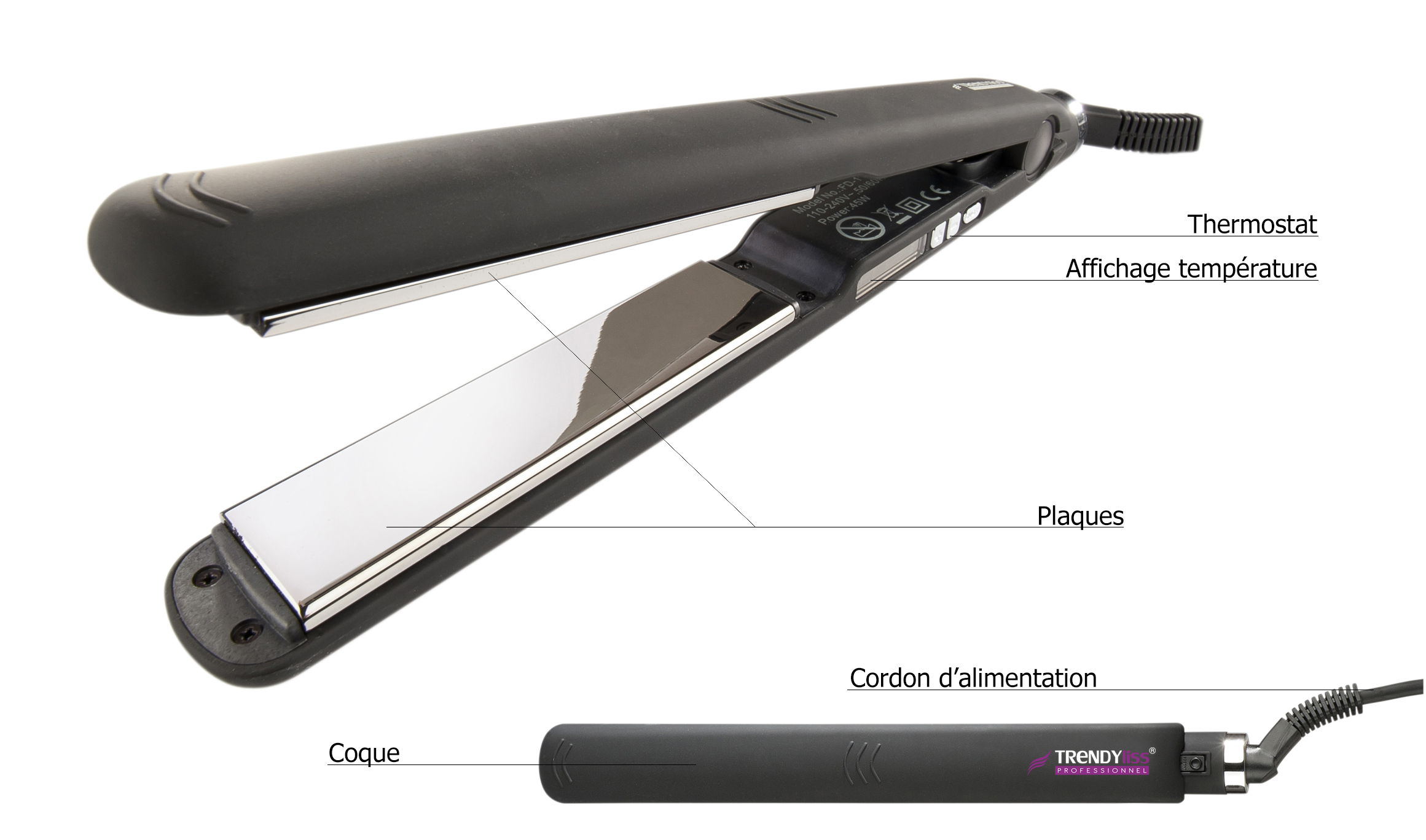
Composants du fer à lisser.

Un fer à lisser, ou lisseur, est un appareil électrique de coiffure composé de deux plaques chauffantes entre lesquelles les mèches de cheveux sont placées afin d'être lissées ou bouclées. Il a été inventé vers 1872 par Marcel Grateau.

## Les composants d'un fer à lisser

### Les plaques

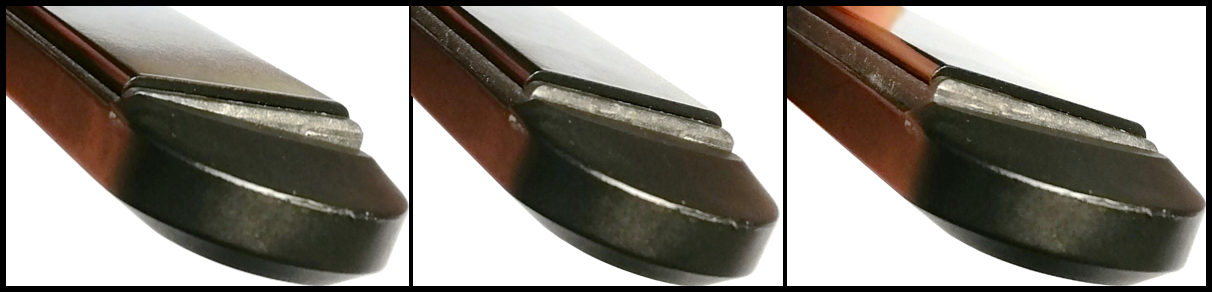

En fonction des modèles, le fer à lisser peut être équipé de plaques en céramique, en tourmaline ou en titane. Chacun de ces matériaux possède des caractéristiques propres, et confère ainsi aux cheveux une technique de lissage et un résultat bien particuliers.
Les plaques en céramique permettent, par exemple, une diffusion homogène, régulière et uniforme de la chaleur, et qui offre ainsi un lissage facile.
Pour l'élimination des frisottis et de l'électricité statique, les plaques en tourmaline sont idéalement conçues pour une diffusion naturelle d'ions négatifs, qui vont venir contrer l'action des ions positifs.
Enfin, les plaques en titane proposent résistance et inaltérabilité : leur durée de vie est alors beaucoup plus longue. Elles possèdent également d'excellentes propriétés conductrices, afin de lisser les cheveux sans accroc et de manière homogène.

### Les éléments chauffants
Les fers à lisser regroupent deux catégories d'éléments chauffants : PTC et MCH.
Terme anglais qui signifie « Positive Temperature Coefficient », les PTC vont jouer un rôle de « thermistance ». Cet élément chauffant permettra d’auto-réguler la température : il est alors utilisé pour éviter toute surconsommation d'électricité, et protège les composants contre une élévation excessive de chaleur.
Les « Metal Ceramic Heater », ou MCH, présentent une faible résistance et une grande puissance d'auto isolation, permettant ainsi une capacité de chauffe instantanée et un excellent pouvoir de compensation de température.

### Les variateurs de température et leurs affichages
Dans un souci d'ergonomie et de maniabilité, les fabricants de fers à lisser appliquent deux types de variateurs de température sur leurs produits : 
- le variateur de type bouton, qui compte alors deux boutons, un pour baisser la température, l'autre pour l'augmenter, permet ainsi de programmer la chaleur du lissage au degré près.

- le variateur de type molette, souvent graduée en vue de vous offrir un repère, permet de varier la température en tournant le dispositif vers la droite ou la gauche, et propose ainsi un lissage personnalisé et sur-mesure.

Pour contrôler la température sélectionnée, il est alors possible de la visualiser soit sur un affichage numérique, soit sur un affichage imprimé (les indices de chaleur sont déjà indiqués sur le lisseur, et il suffit de sélectionner la température désirée).

### Les coques et leurs finitions
Le fer à lisser a grandement évolué avec son temps, et propose désormais des designs différents : 
De la finition glossy (brillant) à la finition rubber (caoutchouc doux au toucher), en passant par des aspects mats, simples ou avec cristaux, les fabricants redoublent d'idées pour customiser leurs pinces à lisser, améliorer leur ergonomie et optimiser leur utilisation.

## Les caractéristiques techniques des fers à lisser

### La taille des lisseurs
Les fers à lisser adoptent trois tailles différentes, qui sont principalement adaptées en fonction de l'usage que l'on souhaite en faire.
Les pinces à lisser classiques sont les plus courantes. D'une longueur de 25 cm environ, elles se retrouvent facilement dans toutes les salles de bains.
Les minis, fers à lisser de poche ou de voyage, mesurent en moyenne 15 cm et se peuvent se glisser dans un sac à main ou un vanity.
Enfin, les middle size, lisseurs de taille moyenne ou medium, sont un peu plus longs qu'un lisseur de voyage et moins longs qu'un lisseur classique, et mesurent environ 20 cm.

### Les différentes températures
De manière à adapter les fers à lisser en fonction du type de cheveux de chacun, les fabricants ont mis en place différentes températures, réglables ou fixes.
Ainsi, le thermostat réglable permet souvent de choisir soi-même la température idéale, au degré près ou par niveaux de chaleur prédéfinis. Commençant à partir de 60 °C, l'intervalle de sélection est large et peut aller jusqu'à 235 °C.
Nous retrouvons ensuite les lisseurs à température fixe. Généralement comprise entre 200 °C et 230 °C, à choisir selon sa nature de cheveux : 200 °C pour les cheveux lisses, 220 °C pour les cheveux ondulés, et 230 °C pour les cheveux crépus ou frisés.

### La taille des plaques
En fonction de la longueur de cheveux, les fers à lisser disposent de plaques plus ou moins larges et longues.
Les lisseurs plaques larges, dont la taille avoisine les 5 cm, seront alors adaptés pour les cheveux longs ou très longs, tandis que les plaques de 2,5 cm seront parfaites pour une longueur standard de cheveux (cheveux courts à cheveux longs).
Il existe également une largeur beaucoup plus petite, pour des plaques dites "fines", d'environ 1 cm, qui permettront alors de lisser des cheveux au carré ou très courts.

### La tension d'un lisseur (en volts)
Pour le branchement d'un fer à lisser sur le secteur, il faut tenir compte du pays dans lequel on réside. Pour l'Europe et l'Amérique, les typologies sont différentes et s'orientent alors sur du 110 V ou 220 V. Ainsi, les fabricants de lisseurs professionnels conçoivent désormais des appareils de coiffure adaptés aux conditions du pays.

### Le cordon d'alimentation (longueur et attache)
Dans l'utilisation d'un fer à lisser, l'ergonomie du produit joue un rôle majeur. C'est pourquoi les constructeurs ne cessent de progresser dans ce sens. Les recherches pour la conception des lisseurs, qu'ils soient destinés aux professionnels ou aux particuliers, concernent également la longueur des cordons d'alimentation par exemple.
Pour améliorer la liberté de mouvement pendant le lissage, ils sont souvent équipés d'un cordon de 2 m ou de 3 m, en vue d'accroitre le confort et la sécurité d'utilisation.

### La consommation électrique
Pour répondre à des normes environnementales, les fers à lisser sont étudiés pour être alimentés de manières différentes : soit sur la base d’une consommation d'électricité standard, soit d’une basse consommation.

## Les technologies des lisseurs

### Pour le lissage des cheveux
Les technologies des plaques composant le fer à lisser permettent souvent d'obtenir des résultats très différents. Ainsi, la technologie Floating Plates, ou plaques flottantes, est un procédé permettant de monter les plaques sur ressorts et de les équiper d'une membrane souple et flexible. Le fait qu'elles soient alors en mouvement permet de faciliter le lissage et le maniement du fer. Viennent ensuite les technologies intégrées aux matériaux qui composent les plaques : les technologies céramique, tourmaline ou titanium.
La céramique offre ainsi un lissage facile, tout en protégeant les cheveux de la chaleur, tandis que la tourmaline confère un passage plus fluide des plaques sur les mèches. Elle empêche également la formation d'électricité statique et l’apparition de frisottis.
Enfin, la technologie titanium est le summum des plaques à lisser : elle permet une diffusion homogène et uniforme de la chaleur, augmentant ainsi l'efficience du lissage, tout en préservant la santé des cheveux.

### Pour l'entretien du cheveu
L'un des reproches couramment fait aux fers à lisser est leur participation à l'agression du cheveu. C'est pourquoi les fabricants redoublent d'efforts, en vue d'optimiser la protection du cheveu lors d'une séance de lissage.
La technologie Nano Silver, par exemple, est un procédé qui permet d'appliquer des micros molécules d'argent sur le corps et les plaques du fer. Cette technique empêche alors la formation d'impuretés et de bactéries, conférant alors brillance et douceur aux cheveux.
La technologie ionique, quant à elle, a été mise au point en vue de produire artificiellement des ions négatifs, et ainsi contrer les ions positifs émis par les cheveux. Une méthode qui permet donc d'éviter la formation d'électricité statique, réduire l'humidité et rajeunir le cheveu.

### Pour la qualité de la chaleur
Au nombre de cinq, les technologies spécialement conçues pour améliorer la qualité de la chaleur possèdent des caractéristiques intéressantes et efficaces.
La technologie Infrared Heat, par exemple, permet de créer une chaleur plus douce et évite ainsi la surchauffe du cheveu, tandis que la technologie Constant Heat stabilise la chaleur et empêche toute variation de température.
Nous retrouvons également les procédés Quick Heat et Instant Heat Up, qui joueront un rôle d’accélérateur afin d’élever la température en quelques secondes seulement.
Enfin, la technologie Microprocessor Heat Control permet une diffusion homogène de la chaleur, et ainsi offrir un résultat de lissage maitrisé.

### Pour la sécurité du lisseur
Précautionneux, les fabricants de fers à lisser ont opté pour de nouveaux dispositifs, qui ont permis d’améliorer nettement la sécurité d’utilisation du lisseur.
C’est pourquoi la fonction Auto Off est souvent intégrée au fer, de façon à éteindre automatiquement l’appareil au bout de 30 minutes, en cas d’oubli de la part de l’utilisateur. Et pour l’appareil en lui-même, la technologie Heat Protect confère au produit une protection contre la surchauffe.

### Pour l’énergie du fer à lisser
La technologie Dual Volt permet d’adapter le fer à lisser au voltage du pays dans lequel on réside, dans un intervalle compris entre 110 et 240 volts.
En ce qui concerne la température, grâce à la technologie Variable Temperature, il est également possible de la régler et de choisir ainsi la chaleur que l’on souhaite pour ses cheveux.
Enfin, la technologie Eco Mode permet des économies d’énergie notables : une fois la température idéale atteinte, le fer à lisser interrompt la demande d’énergie électrique, et la relance dès qu’elle redescend.

### Pour l’ergonomie
Afin de faciliter l’utilisation quotidienne du fer à lisser, des technologies viennent s’ajouter à la composition du fer à lisser. Idéale pour améliorer le confort, la mémorisation de la température permet de réutiliser la dernière sélection de chaleur programmée.
Et pour la liberté de mouvement, des recherches ont été effectuées au niveau du cordon d’alimentation, rotatif et long de 2 ou 3 mètres.

## Les types de fers à lisser

### Classiques
Les fers à lisser couramment appelés « classiques » disposent de plaques lisses qui permettent d’obtenir un lissage ordinaire, avec pour but de raidir les cheveux.

### Stylers, I-curl ou lisseur-boucleur
Avec un embout arrondi au niveau des plaques, ce type de fer à lisser va permettre de réaliser des boucles, des ondulations, des anglaises ou encore des courbes intérieures et extérieures.

### Rotatif
Surnommé « roll lisseur », le fer à lisser rotatif est équipé d’une rangée de brosses d’un côté, et d’un cylindre rotatif de l’autre. En plus de lisser les cheveux, ce type de pince permet de créer des boucles et d’apporter du volume aux cheveux.

### Crantés
A contrario d’un fer à lisser classique, ce lisseur possède des rouleaux ou des plaques non lisses ou un mélange des deux, avec des reliefs (une ligne bombée en relief et une ligne creusée vers l’intérieur). Sa fonction est simple : cranter les cheveux, en donnant volume et mouvement à la chevelure. Dans ce cas, l'appareil est appelé fer à cranter, cranteur ou crimper.

### À vapeur
Le lisseur à vapeur est équipé d’un réservoir d’eau intégré, qui est libéré sous forme de vapeur lors du lissage. Cette technique permet alors de lisser le cheveu en consolidant les chaines de kératine, de maintenir le taux idéal d’hydratation de la fibre capillaire et de préserver le capital kératine du cheveu.

### Plaques larges
Ce fer à lisser possède des plaques d’une largeur située entre 3 et 5,8 cm. Ce sont les dimensions idéales pour lisser des cheveux longs, voire très longs, car elles peuvent accueillir des mèches de cheveux plus importantes.

### Vibrant
Équipé de plaques vibrantes, ce fer à lisser est conçu de manière à séparer chaque section de cheveux, et éviter ainsi de faire plusieurs passages sur chaque mèche. Une technologie que même le célèbre styliste londonien Adee Phelan approuve.

### Wet & Dry
Spécialement conçu pour lisser les cheveux secs ou humides, le lisseur Wet & Dry est équipé d’un système d’évaporation qui permet de sécher et de lisser les cheveux simultanément.

### Plaques fines
Concernant un type de cheveux bien particulier, les plaques fines viennent souvent équiper les fers à lisser de poche, mais également les lisseurs adaptés aux cheveux courts, voire très courts. Leur largeur est généralement comprise entre 1 et 1,8 cm.

### Voyage ou mini-lisseur
Il s’agit des plus petits fers à lisser que l’on puisse retrouver sur le marché des lisseurs. Leur format est adapté pour être transporté dans n’importe quel endroit. Avec une longueur généralement de 15 cm, ils se glissent facilement dans un sac à main.

### Pour lissage brésilien / permanent / japonais
La température des fers à lisser adaptés au lissage brésilien doit être comprise entre 220 °C et 230 °C. Les plaques en tourmaline, ou en titane, permettent également un lissage impeccable.

### Sans fil
Contrairement à un fer à lisser classique, le lisseur sans fil permet une liberté de mouvement absolu, sans contrainte. Possédant les mêmes performances, il est équipé d’une batterie qui lui assure une bonne autonomie.

## Les coiffures au fer à lisser

### Lissage

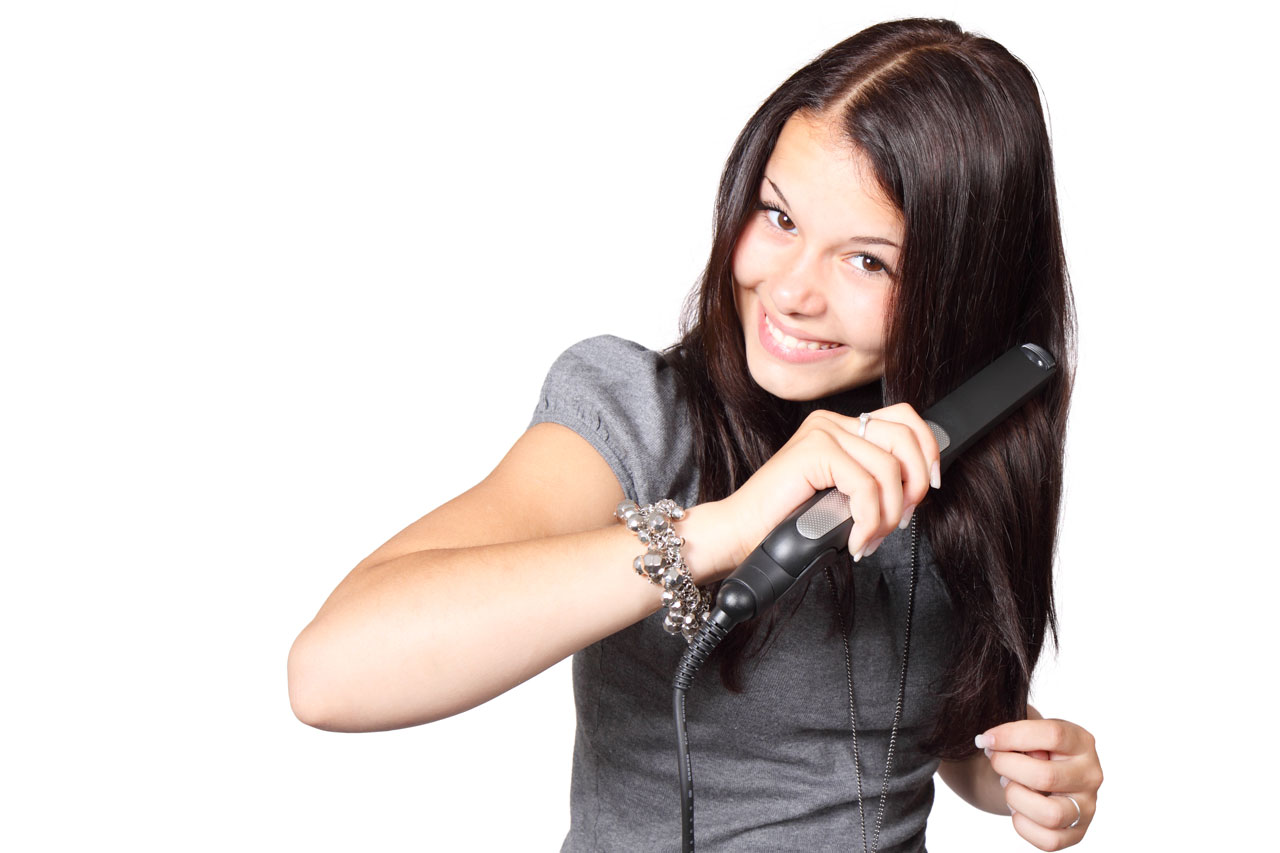
Lissage.

La fonction première d’un lisseur est de procéder au lissage des cheveux, grâce à ses deux plaques chauffantes et sa température fixe ou variable. En fonction du matériau des plaques (céramique, tourmaline ou titane), les résultats diffèrent plus ou moins.

### Ondulation / boucles

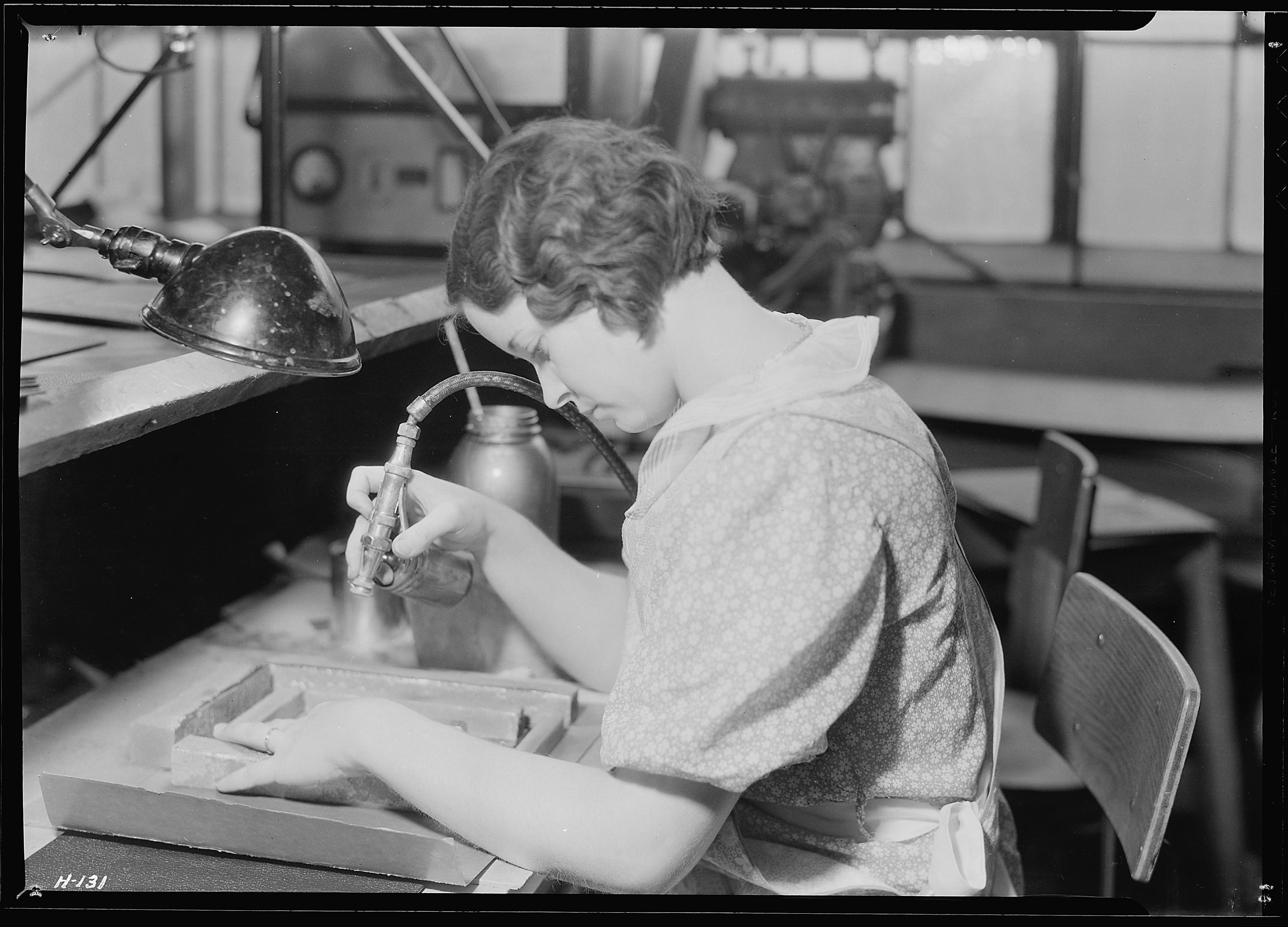
Ondulations.

Il est possible d’utiliser un fer à lisser pour boucler ou friser ses cheveux. En effet, avec des plaques possédant un embout arrondi, le lisseur possède une fonction double, et permet alors de créer des boucles ou des ondulations.

### Volume
En optant pour un fer à lisser rotatif, plusieurs possibilités de coiffures s'offrent à l'utilisatrice : chevelure volumineuse, boucles à l’anglaise, ondulation, etc.

### Courbes intérieures ou extérieures
En insérant une mèche de 3 à 5 cm d’épaisseur entre les plaques du lisseur, on peut créer des courbes intérieures ou extérieures en effectuant un mouvement de rotation avec le poignet.

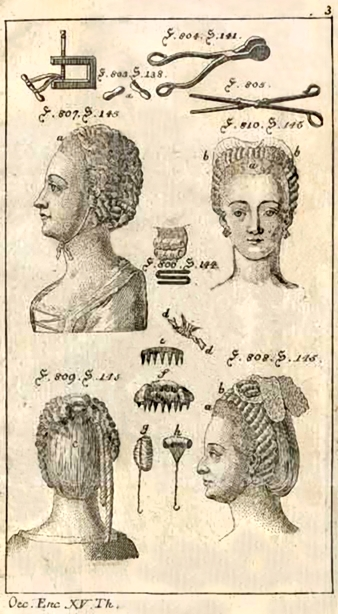
Utilisation dans la Krünitz Oeconomische Encyclopädie (1858)
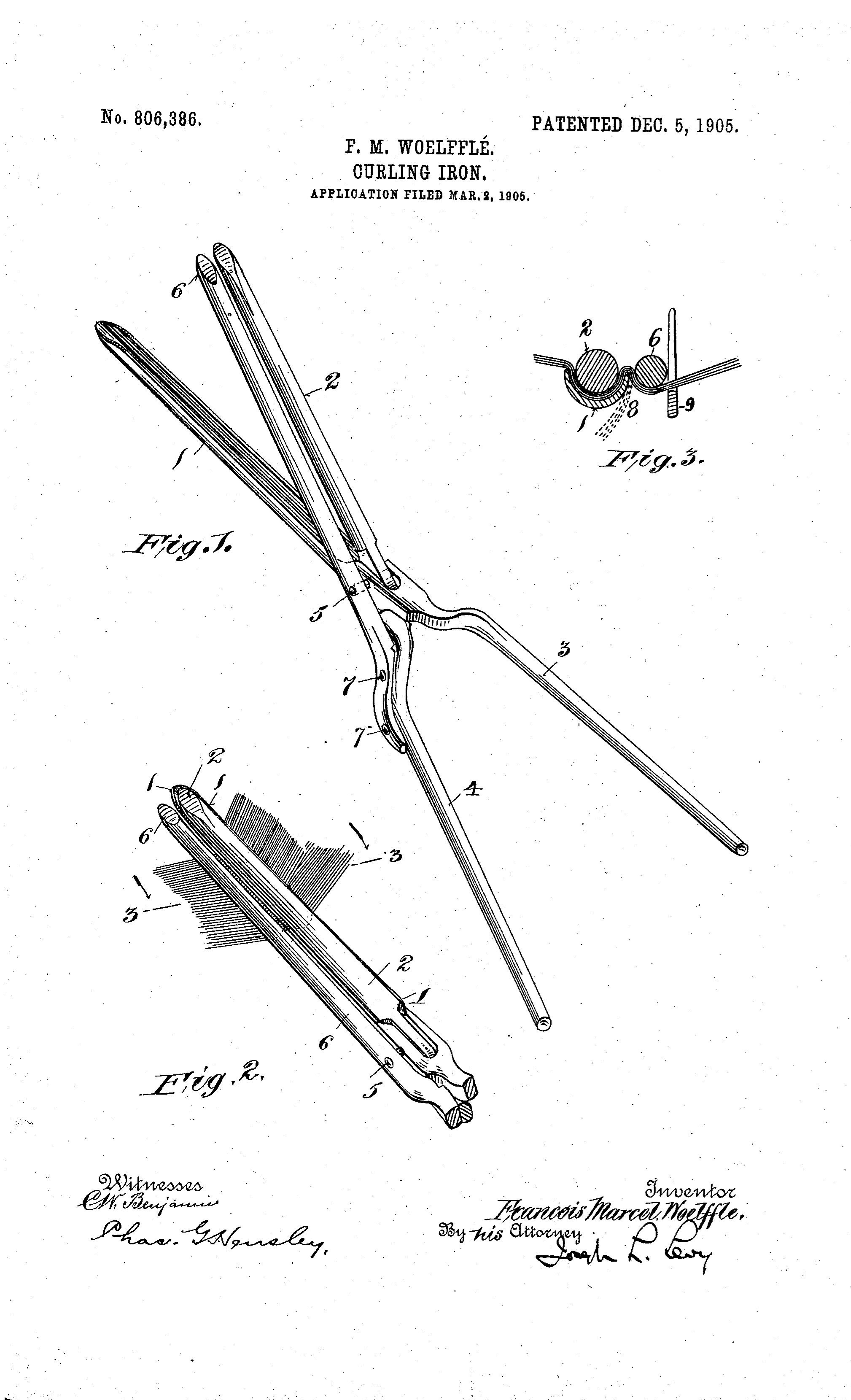
Illustration du brevet de 1905 du fer à onduler par Marcel Grateau (surnommé François Marcel ou Marcel Curl), inventeur de la technique dans les années 1870
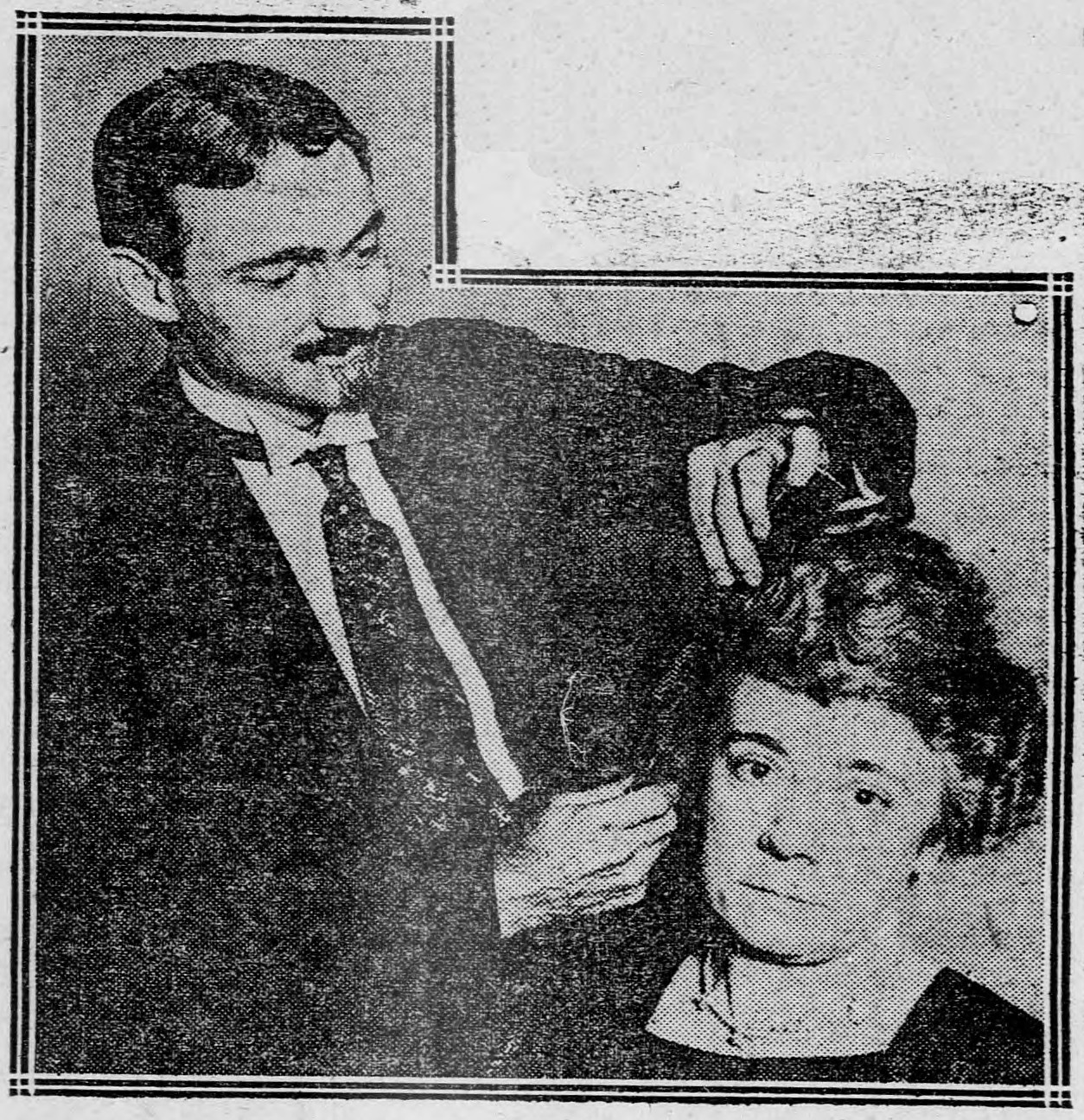
Marcel Grateau pratiquant le Marcelling